# 弘前パークホテル
弘前パークホテル（ひろさきパークホテル）は、青森県弘前市土手町にあるイマジン（株）の宿泊施設である。
前身はホテル法華クラブ弘前店だった。

## 施設概要

### レストラン
- スカイバンケットルーム（最上階の13階）

### 宴会場
- ラ・メェラ
- フィオーレ
- ステラ
- デュパルク

### 客室
- 115室 185名
  - なお、2人部屋のシングル利用が可能なため、上記人数は最大利用可能人数。

## アクセス
- 弘南バス土手町循環100円バス「青銀前」バス停下車、すぐ目の前。
- 弘南バス「上代官町｣バス停下車、すぐ近く。
- 弘南バス弘前バスターミナルから徒歩約10分。
- JR東日本・弘南鉄道弘南線弘前駅から徒歩約12分。
- 弘南鉄道大鰐線中央弘前駅から徒歩約7分。
- 東北自動車道大鰐弘前IC・黒石ICから共に車で約30分。

## 周辺
- 土手町通り（青森県道3号弘前岳鰺ケ沢線）
  - まちなか情報センター

## 送信所
屋上にはコミュニティ放送局｢エフエムアップルウェーブの送信所が置かれている。
申請の概要による。
| 免許人                   | 呼出符号   | 周波数  | 空中線電力 | ERP | 放送区域         | 放送区域内世帯数 |
| ------------------------ | ---------- | ------- | ---------- | --- | ---------------- | ---------------- |
| アップルウェーブ株式会社 | JOZZ2AR-FM | 78.8MHz | 20W        | 39W | 弘前市の一部地域 | 178,066世帯      |

- 2000年（平成12年）
  - 3月1日 - 放送局（現・特定地上基幹放送局）の免許取得[2]
  - 3月4日 - 開局[2]